# Boletina tiroliensis
Boletina tiroliensis är en tvåvingeart som beskrevs av Eberhard Plassmann 1980. Boletina tiroliensis ingår i släktet Boletina, och familjen svampmyggor. Arten är reproducerande i Sverige. Inga underarter finns listade i Catalogue of Life.